# سیارک ۵۵۴۴
سیارک ۵۵۴۴ (به انگلیسی: 5544 Kazakov، نامگذاری:1978TH6) پنج هزار و پانصد و چهل و چهارمین سیارک کشف شده‌است که در ۲ اکتبر ۱۹۷۸ کشف شد.
قدر مطلق سیارک برابر ۱۳٫۰۰ است.